# Gouvernement Aristide Briand (7)
Pour les articles homonymes, voir Gouvernement Aristide Briand.
Troisième République
Gouvernement Georges Leygues Gouvernement Raymond Poincaré II

## Dates
- Début du gouvernement : 16 janvier 1921
- Fin du gouvernement : 12 janvier 1922

## Composition
| Portefeuille                                                                                       | Titulaire | Titulaire                                    | Parti |
| -------------------------------------------------------------------------------------------------- | --------- | -------------------------------------------- | ----- |
| Président du Conseil                                                                               |           | Aristide Briand                              | PRS   |
| Ministres                                                                                          |           |                                              |       |
| Ministre des Affaires étrangères                                                                   |           | Aristide Briand                              | PRS   |
| Ministre de la Guerre                                                                              |           | Louis Barthou                                | PRDS  |
| Ministre de la Justice                                                                             |           | Laurent Bonnevay                             | FR    |
| Ministre de l’Instruction publique et des Beaux-Arts                                               |           | Léon Bérard                                  | PRDS  |
| Ministre de l’Intérieur                                                                            |           | Pierre Marraud                               | PRRRS |
| Ministre de la Marine                                                                              |           | Gabriel Guist'hau                            | PRDS  |
| Ministre du Commerce et de l’Industrie                                                             |           | Lucien Dior                                  | FR    |
| Ministre des Finances                                                                              |           | Paul Doumer                                  | RI    |
| Ministre des Travaux publics                                                                       |           | Yves Le Trocquer                             | PRDS  |
| Ministre de l’Agriculture                                                                          |           | Edmond Lefebvre du Prey                      | FR    |
| Ministre des Colonies                                                                              |           | Albert Sarraut                               | PRRRS |
| Ministre du Travail                                                                                |           | Daniel Vincent                               | PRRRS |
| Ministre des Pensions, Primes et Allocations de guerre                                             |           | André Maginot                                | PRDS  |
| Ministre des Régions libérées                                                                      |           | Louis Loucheur                               | PRDS  |
| Ministre de l’Hygiène, de l’Assistance et des Prévoyances sociales                                 |           | Georges Leredu                               | FR    |
| Commissaires généraux                                                                              |           |                                              |       |
| Commissaire général des troupes noires                                                             |           | Blaise Diagne (du 2 avril au 2 octobre 1921) | PRS   |
| Sous-secrétaires d’État désignés le 17/11/1921                                                     |           |                                              |       |
| Sous-secrétaire d’État à la Présidence du Conseil et aux Affaires étrangères                       |           | Théodore Tissier                             | SE    |
| Sous-secrétaire d’État à l’Intérieur                                                               |           | Maurice Colrat                               | PRDS  |
| Sous-secrétaire d’État à l’Instruction et aux Beaux-Arts chargé de l’Enseignement technique        |           | Gaston Vidal                                 | PRS   |
| Sous-secrétaire d’État aux Finances                                                                |           | André Paisant                                | PRDS  |
| Sous-secrétaire d’État à l’Agriculture                                                             |           | Auguste Puis                                 | FR    |
| Sous-secrétaire d’État aux Régions libérées                                                        |           | Jules Lugol                                  | PRDS  |
| Sous-secrétaire d’État aux Travaux publics chargé des Postes, Télégraphes et Téléphones            |           | Paul Laffont                                 | PRRRS |
| Sous-secrétaire d’État aux Travaux publics chargé de l’Aéronautique et des Transports aériens      |           | Laurent Eynac                                | PRDS  |
| Sous-secrétaire d’État aux Travaux publics chargé des Ports, de la Marine marchande et de la Pêche |           | Alphonse Rio                                 | PRS   |

## Politique menée

### Politique étrangère
À la suite de la conférence de Londres, Briand fait preuve de fermeté sur la question des réparations allemandes. Alors que les troupes franco-belges occupent Düsseldorf et Duisbourg, il déclare le 5 avril 1922 devant le Sénat que « si, l'échéance arrivée, l'Allemagne essaie par de nouvelles tergiversations de se soustraire à ses obligations, c'est une main ferme qui s'abattra sur son collet ». Cette attitude semble d'abord efficace, dans la mesure où les versements allemands ont lieu à temps. Rapidement pourtant, Briand se heurte à l'hostilité des Britanniques. Sur fond de rivalités coloniales en Afrique du Nord, Lloyd George manifeste son désaveu de la diplomatie française. Au fil des contacts diplomatiques, la position du Ministre des Affaires étrangères évolue vers plus de pragmatisme: « l'Allemagne paiera si elle peut », déclare-t-il à Wiesbaden en juillet 1921. Alors qu'un projet d'accord franco-britannique garantissant les frontières françaises pendant dix ans, Briand se trouve de plus en plus isolé sur la scène politique nationale. Le président de la République, Millerand, organise un Conseil des ministres en son absence, affront qui contraint le président du Conseil à la démission le 12 janvier 1922.

### Politique intérieure
Le septième cabinet Briand marque un tournant dans la relation de majorité entre le gouvernement et le Parlement. Tirant les leçons de l'échec de ses prédécesseurs Millerand et Leygues, Briand décide de restituer pleinement à la Chambre le rôle délibératif dont elle avait été relativement privée pendant la guerre et les années suivantes. Les membres de son gouvernement sont issus d'un éventail politique plus large que le Bloc national, ce qui lui assure une confortable majorité. Théodore Tissier, nommé sous-secrétaire d'État au Parlement, se voit chargé de veiller aux bonnes relations entre l'exécutif et la Chambre, en rendant compte des décisions gouvernementales aussi souvent que nécessaire.

## Fin du gouvernement et passation des pouvoirs
Le gouvernement démissionne le 12 janvier 1922. Le président Millerand appelle Raymond Poincaré pour former un gouvernement.